# Campionati italiani estivi di nuoto 1994
I Campionati italiani estivi di nuoto 1994 si sono svolti a Riccione dal 7 al 10 luglio. È stata utilizzata la vasca da 50 metri.

## Podi

### Uomini
| Evento               | Oro                                                                                        | Tempo    | Argento                     | Tempo    | Bronzo               | Tempo      |
| Stile libero         |                                                                                            |          |                             |          |                      |            |
| 50 m                 | René Gusperti                                                                              | 23"27    | Piergiorgio De Felice       | 23"68    | Luca Giotti          | 23"84      |
| 100 m                | Piermaria Siciliano                                                                        | 52"09    | Massimo Trevisan            | 52"36    | Alessandro Bacchi    | 52"45      |
| 200 m                | Piermaria Siciliano                                                                        | 1'50"38  | Alessandro Berti            | 1'51"39  | Massimo Trevisan     | 1'52"65    |
| 400 m                | Piermaria Siciliano                                                                        | 3'54"5   | Emiliano Brembilla          | 3'55"44  | Alessandro Berti     | 3'55"78    |
| 1500 m               | Alessandro Berti                                                                           | 15'22"66 | Marco Formentini            | 15'26"50 | Massimiliano Bensi   | ! 15'37"66 |
| Dorso                |                                                                                            |          |                             |          |                      |            |
| 100 m                | Emanuele Merisi                                                                            | 56"41    | Mirko Mazzari               | 58"14    | Luca Bianchin        | 59"31      |
| 200 m                | Emanuele Merisi                                                                            | 2'00"34  | Stefano Battistelli         | 2'02"11  | Mirko Mazzari        | 2'03"78    |
| Rana                 |                                                                                            |          |                             |          |                      |            |
| 100 m                | Andrea Cecchi                                                                              | 1'03"53  | Massimiliano Cagelli        | 1'04"33  | Fabio Farabegoli     | 1'04"68    |
| 200 m                | Fabio Farabegoli                                                                           | 2'17"52  | Andrea Cecchi               | 2'18"19  | Massimiliano Cagelli | 2'18"84    |
| Farfalla             |                                                                                            |          |                             |          |                      |            |
| 100 m                | Luis Alberto Laera                                                                         | 55"33    | Gianni Bragaglia            | 55"52    | Andrea Oriana        | 55"59      |
| 200 m                | Andrea Oriana                                                                              | 2'02"76  | Luca Sacchi                 | 2'03"17  | Dimitri Ricci        | 2'03"22    |
| Misti                |                                                                                            |          |                             |          |                      |            |
| 200 m                | Luca Sacchi                                                                                | 2'04"01  | Massimiliano Eroli          | 2'07"20  | Lorenzo Benucci      | 2'08"07    |
| 400 m                | Luca Sacchi                                                                                | 4'22"08  | Massimiliano Eroli          | 4'27"27  | Dimitri Ricci        | 4'28"65    |
| Staffette            |                                                                                            |          |                             |          |                      |            |
| 4x100 m stile libero | Centro Sportivo Carabinieri Massimo Trevisan Emanuele Merisi Luis Alberto Laera Klaus Huez | 3'27"89  | Fiamme Gialle               | 3'28"10  | Fiorentina Calpeda   | 3'32"30    |
| 4x200 m stile libero | Fiamme Gialle Bruno Zorzan Emanuele Idini Piermaria Siciliano Bruno Capozzi                | 7'31"97  | Centro Sportivo Carabinieri | 7'32"85  | Cn Univ Uisp Bologna | 7'45"35    |
| 4x100 m mista        | Centro Sportivo Carabinieri                                                                | 3'48"03  | Fiorentina Calpeda          | 3'54"80  | Fiamme Gialle        | 3'56"02    |

### Donne
| Evento               | Oro                                                                                 | Tempo   | Argento               | Tempo   | Bronzo                | Tempo   |
| Stile libero         |                                                                                     |         |                       |         |                       |         |
| 50 m                 | Chiara Corò                                                                         | 26"88   | Laura Spinadin        | 27"05   | Cristina Chiuso       | 27"06   |
| 100 m                | Ilaria Sciorelli                                                                    | 58"77   | Daniela Oriandi       | 58"86   | Laura Spinadin        | 59"04   |
| 200 m                | Caterina Borgato                                                                    | 2'03"32 | Cecilia Vallorini     | 2'04"96 | Daniela Oriandi       | 2'05"62 |
| 400 m                | Caterina Borgato                                                                    | 4'17"20 | Lisa Giagnoni         | 4'19"24 | Daniela Oriandi       | 4'23"61 |
| 800 m                | Caterina Borgato                                                                    | 8'46"86 | Lisa Giagnoni         | 8'50"76 | Melissa Pasquali      | 8'54"82 |
| Dorso                |                                                                                     |         |                       |         |                       |         |
| 100 m                | Lorenza Vigarani                                                                    | 1'03"76 | Francesca Salvalajo   | 1'05"23 | Gaia Malacalza        | 1'05"80 |
| 200 m                | Lorenza Vigarani                                                                    | 2'14"03 | Francesca Salvalajo   | 2'16"02 | Giovanna Tocchetto    | 2'18"11 |
| Rana                 |                                                                                     |         |                       |         |                       |         |
| 100 m                | Manuela Dalla Valle                                                                 | 1'11"28 | Chiara Negrini        | 1'13"83 | Stefania Bissacco     | 1'14"22 |
| 200 m                | Manuela Dalla Valle                                                                 | 2'33"58 | Annalisa Nisiro       | 2'37"52 | Federica Biscia       | 2'39"15 |
| Farfalla             |                                                                                     |         |                       |         |                       |         |
| 100 m                | Ilaria Tocchini                                                                     | 1'01"83 | Laura Cambrini        | 1'03"97 | Ellida Franchi        | 1'04"44 |
| 200 m                | Ilaria Tocchini                                                                     | 2'14"92 | Angela Peretti        | 2'16"57 | Ellida Franchi        | 2'18"18 |
| Misti                |                                                                                     |         |                       |         |                       |         |
| 200 m                | Ilaria Tocchini                                                                     | 2'20"42 | Manuela Dalla Valle   | 2'21"43 | Chiara Negrini        | 2'23"10 |
| 400 m                | Chiara Giavi                                                                        | 4'58"50 | Chiara Negrini        | 4'59"25 | Cora Signoretto       | 5'01"01 |
| Staffette            |                                                                                     |         |                       |         |                       |         |
| 4x100 m stile libero | President Bologna Silvia Rachela Caterina Borgato Giulia Gallon Lorenza Vigarani    | 4'00"42 | Esl Sa-Fa Torino      | 4'01"42 | Rari Nantes Verona    | 4'01"53 |
| 4x200 m stile libero | President Bologna Caterina Borgato Federica Calore Annalisa Nisiro Lorenza Vigarani | 8'33"43 | Rari Nantes Florentia | 8'40"22 | Rari Nantes Verona    | 8'41"03 |
| 4x100 m misti        | President Bologna Lorenza Vigarani Annalisa Nisiro Giulia Gallon Caterina Borgato   | 4'23"78 | Livorno Nuoto         | 4'25"22 | Rari Nantes Florentia | 4'26"51 |

### Classifiche per società

#### Maschile
| Pos.    | Società | Pti |
| ------- | ------- | --- |
| Oro     |         |     |
| Argento |         |     |
| Bronzo  |         |     |
| 4.      |         |     |
| 5.      |         |     |
| 6.      |         |     |
| 7.      |         |     |
| 8.      |         |     |
| 9.      |         |     |
| 10.     |         |     |

#### Femminile
| Pos.    | Società | Pti |
| ------- | ------- | --- |
| Oro     |         |     |
| Argento |         |     |
| Bronzo  |         |     |
| 4.      |         |     |
| 5.      |         |     |
| 6.      |         |     |
| 7.      |         |     |
| 8.      |         |     |
| 9.      |         |     |
| 10.     |         |     |